# 보험 사기
| |
| 형법 刑法 |
| 형법학 · 범죄 · 형벌 죄형법정주의 |
| 범죄론 |
| 구성요건 · 실행행위 · 부작위범 간접정범 · 미수범 · 기수범 · 중지범 불능범 · 상당인과관계 고의 · 고의범 · 착오 과실 · 과실범 공범 · 정범 · 공동정범 공모공동정범 · 교사범 · 방조범 |
| 항변 |
| 위법성조각사유 · 위법성 · 책임 · 책임주의 책임능력 · 심신상실 · 심신미약 · 정당행위 · 정당방위 · 긴급피난 · 오상방위 · 과잉방위 · 강요된 행위                                     |
| 죄수 |
| 상상적 경합 · 연속범 · 병합죄 |
| 형벌론 |
| 사형 · 징역 · 금고 벌금 · 구류 · 과료 · 몰수 법정형 · 처단형 · 선고형 자수 · 작량감경 · 집행유예                                                                                  |
| 대인범죄 |
| 폭행죄 · 상해치사죄 · 절도죄 |
| 성범죄 · 성매매알선 · 강간죄 |
| 유괴 · 과실치사상죄 · 살인죄 |
| 대물범죄 |
| 손괴죄 · 방화죄 |
| 절도죄 · 강도죄 · 사기죄 |
| 사법절차 방해죄 |
| 공무집행방해죄 · 뇌물죄 |
| 위증죄 · 배임죄 |
| 미완의 범죄 |
| 시도 · 모의 · 공모 |
| 형법적 항변 |
| 자동증, 음주 & 착오 |
| 정신 이상 · 한정책임능력 |
| 강박 · 필요 |
| 도발 · 정당방위 |
| 다른 7법 영역 |
| 헌법 · 민법 · 형법 |
| 민사소송법 · 형사소송법 · 행정법 |
| 포털: 법 · 법철학 · 형사정책 |
| v • d • e • h |

보험 사기(保險詐欺)는 보험 절차에서 사기를 목적으로 하는 모든 행위를 말한다. 보험 사기는 보험금 청구인이 부정한 방법으로 보험금 청구 등의 행위를 하거나, 보험사가 고의로 지급해야 할 보험금을 거부하는 등 기망할 때 발생한다. 미국 연방수사국에 의하면, 가장 일반적인 보험 사기 수법에는 보험료 유용, 수수료 유용, 자산 유용, 산재 보상 사기가 포함된다. 이러한 사기의 가해자는 보험 회사 직원 또는 보험금 청구인일 수 있다. 보험금 부정 청구는 사기의 의도를 가지고 보험 제공자에게 제기된 보험 청구다.
보험 사기는 보험이 상업적 사업으로 시작될 때부터 존재해 왔다. 보험사기는 보험사가 접수하는 모든 보험금 청구의 상당 부분을 차지하며 매년 수십억 달러의 비용적 손해가 발생한다. 보험 사기의 유형은 다양하며 보험의 모든 영역에서 발생하며, 보험 범죄의 심각성도 약간 과장된 청구부터 고의적으로 사고나 손해를 유발하는 것까지 다양하다. 보험사기는 우발적이거나 고의적인 상해 또는 손해를 통해 직접적으로 무고한 사람들의 삶에 영향을 미치고, 보험료 인상을 초래하는 범죄로 간접적으로도 영향을 미친다. 보험 사기는 심각한 문제를 야기하며, 정부와 기타 기관에서는 이러한 활동을 막기 위해 노력하고 있다.

## 원인
"모든 보험 범죄의 주된 동기는 금전적 이익" 이라는 단어가 있듯 보험 계약은 피보험자와 보험사 모두에게 착취의 기회를 제공하는 것이 원인이 되며, 그 원인은 다양하지만 일반적으로 탐욕과 법률과 제도의 구멍에 집중되어 있는 것이 보험 사기를 초래한다. 보험사들은 사기에 맞서 대응하고 있지만, 일부에서는 의심스러운 보험금을 지급하기도 하는데 보험금 청구를 법적으로 해결하는 것보다 단순히 지급하는 것이 저렴한 경우가 있기 때문이다.
또 다른 보험 사기 유형은 과다하게 보험을 드는 것으로, 실제 가치보다 더 많은 금액으로 재산을 보험에 가입하는 경우이다. 특히 보험 회사들이 더 많은 실적과 수익을 얻기 위해 이 조건을 부추기는 경우가 있기 때문에 이 조러한 행위가 성행하기도 한다. 이로 인해 과다하게 보험을 든 사기꾼들이 몸이나 물적 손해를 고의적으로 입히는 경우가 생기는데, 재산 가치보다 더 많은 보험금을 받기 때문이다.
보험 사기의 가장 일반적인 형태는 보험이 적용되지 않는 손해를 보험이 적용되는 사건으로 재구성하고 손실 가치를 부풀리거나, 고의로 사고를 내 상해를 입히거나, 허위로 병을 진단하는 경우가 해당한다.

## 보험사기로 인해 발생하는 손해
보험사기로 훔친 돈은 정확한 가치를 산정하기 어렵다. 보험사기는 강도와 같이 눈에 보이는 범죄와는 달리 의도적으로 탐지할 수 없으며, 모든 사례가 적발되는 것이 아니기 때문이다. 이처럼 적발된 보험사기 건수는 실제로 발생한 행위 건수에 비해 훨씬 적다. 보험 사기로 인해 보험사가 입는 손실에 대한 추정치를 제공하는 거나, 적발된 규모를 가지고 통계를 만드는 것이 가장 주된 방법이다. 대한민국 금융감독원에서는 2023년 대한민국 내 보험 사기로 적발된 사람은 11만여명에 달하며 피해금액은 1조 1164억원이라고 밝혔다. 보험 사기 반대 연합의 추정에 따르면 보험사기는 손해보험업계 발생 손실 및 손실 조정 비용의 약 10%를 차지한다.

## 보험 사기 감지
보험 사기를 탐지하는 것은 일반적으로 두 단계로 이루어진다. 첫 번째 단계는 사기 가능성이 높은 의심스러운 보험금 청구를 식별하는 것으로, 컴퓨터를 이용한 통계 분석 또는 병원이나 보험사와 같은 이해당사자의 요청을 통해 이루어지며, 개인은 다른 개인이 저지른 보험 사기가 의심되거나, 목격되거나, 인정된 보험 사기에 대해 보험 회사, 법 집행 기관 및 기타 기관에 정보를 제공할 수 있다. 제보의 출처와 관계없이 다음 단계는 추가 분석을 위해 이러한 보험금 청구 건을 조사관에게 의뢰해 추가 조사를 시행한다. 다만 매일 청구되는 보험금의 액수가 다소 많기 때문에 각 청구에 사기 징후가 있는지 확인하는 것은 너무 많은 비용과 노력이 들어 탐지에 어려움을 겪고 있다. 대신 많은 회사가 컴퓨터와 통계 분석을 사용하여 추가 조사를 위해 의심스러운 청구 내역을 식별하고 있다. 사용되는 통계 분석 도구에는 감독 및 비감독의 두 가지 주요 유형이 있다. 두 경우 모두 청구에 대한 데이터를 예상 값과 비교하여 의심스러운 청구가 식별된다. 두 방법의 주요 차이점은 예상값이 도출되는 방식의 차이다.
기록 감시를 통해 탐지하는 방법에서는 사기 및 비사기 청구 기록을 모두 분석하여 기대값을 얻어 탐지하는 방법이며, 통계적 탐지 방법은 컴퓨터 혹은 담당자가 비정상적인 청구를 탐지할 수 있도록 하는 것이 존재한다. 다만, 통계적 탐지는 청구가 사기임을 무조건적으로 증명할수는 없으며 추가 조사가 필요한 의심스러운 청구를 식별할 뿐이다.
부당한 청구는 아래 두가지 유형중 하나이다:
- 과장되거나 "고의"로 인한 합법적인 청구
- 주장된 손해가 실제로 발생하지 않은 허위 청구

의심되는 사항에 대해서 조사관들은 사기 청구와 관련된 특정 증상을 찾거나 다른 종류의 위조 증거를 찾는다. 이 증거는 위반이 충분히 심각한 경우 보험금 지급을 거부하거나 사기범을 사법 처리하는 데 사용될 수 있다.

## 같이 보기
- 보험